# خورشیدگرفتگی ۱۳ مارس ۱۸۱۲
خورشیدگرفتگی ۱۳ مارس ۱۸۱۲ (به انگلیسی: Solar eclipse of 13 March 1812) یک خورشیدگرفتگی از نوع خورشیدگرفتگی جزئی بود. این خورشیدگرفتگی در تاریخ  ۱۳ مارس ۱۸۱۲ روی داد که زمان اوج آن، ساعت ۶:۱۹:۳۱ به‌وقت ساعت هماهنگ جهانی بوده‌است.